# Pierre Briant
Pierre Briant, född 30 september 1940 i Angers, Frankrike, är en fransk iranist, historiker och professor i den akemenidernas historia och kulturhistoria och Alexanders rike vid Collège de France. Han är även grundare av webbplatsen achemenet.com.
Briant studierade historia vid Universitetet i Poitiers 1960–1965 och tog sin doktorsexamen 1972.
Han räknas som en av världens ledande auktoriteter på det akemenidiska riket och Alexander den store.

## Verk i urval
- Antigone le Borgne (Les Débuts de sa Carrière et les Problèmes de l'Assemblée Macédonienne) (1973) (doktorsavhandling)
- Alexandre le Grand (1974, 2005)
- Rois, Tributs et Paysans, Études sur les Formations Tributaires du Moyen-Orient Ancien (1982)
- Etat et Pasteurs au Moyen-Orient Ancien' in Production Pastorale et Société (1982)
- L'Asie Centrale et les Royaumes Proche-orientaux du Premier Millénaire (c. VIIIe-IVe s. av. n. è.) (1984)
- Dans les Pas des Dix-Mille (ed) (1995)
- Histoire de l'Empire Perse. De Cyrus à Alexandre (1996). I engelsk översättning: From Cyrus to Alexander: A History of the Persian Empire (2002)
- Darius dans l'Ombre d'Alexandre (2003). I engelsk översättning: Darius in the Shadow of Alexander (2015)